# زن و بازیچه او (فیلم ۱۹۵۹)
زن و بازیچه او (فرانسوی: La Femme et le Pantin‎) یک فیلم درام فرانسوی-ایتالیایی به کارگردانی ژولین دوویویه است که در سال ۱۹۵۹ منتشر شد.
این فیلم بر پایه رمان زن و بازیچه او اثر پیر لوئی ساخته شده‌است.

## بازیگران
- بریژیت باردو
- لیلا کدرووا
- آنتونیو ویلار
- داریئو مورنو
- جس هان
- دومینیک زاردی
- پائول بانیفاش
- ژولین دوویویه